# Dromaiidae
Los dromaíidos (Dromaiidae) son una familia de aves paleognatas del orden Casuariiformes, conocidas vulgarmente como emúes. En la actualidad sólo sobrevive el emú común (Dromaius novaehollandiea), el cual, a su vez, tiene tres subespecies vivientes y una extinta: el emú de Tasmania. Las otras dos especies de emú extintas son el emú de la Isla King (Dromaius ater),  extinta en 1822, y el emú de la Isla Kangaroo (Dromaius baudinianus) extinta en 1920. El grupo también está conformado por los especímenes fósiles Emuarius guljaruba y Emuarius gidju, cuyos registros van desde comienzos del Mioceno hasta finales del Oligoceno.
El emú común es un ave grande y no voladora que se distribuye en el continente australiano, siendo la segunda ave de mayor tamaño después del avestruz. Su plumaje es de color gris parduzco, con una distintiva garganta de color azul pálido. Son aves omnívoras que se alimentan de insectos y de semillas.  Fueron muy comunes, pero durante el siglo pasado se diezmaron sus poblaciones, ya que el hombre europeo, al colonizar este continente, descubrió que esta ave era incompatible con la agricultura que pretendía desarrollar. Una curiosidad que tiene esta ave es que sus huevos, a diferencia de otras aves, son de un color verde oscuro.

## Sistemática y evolución

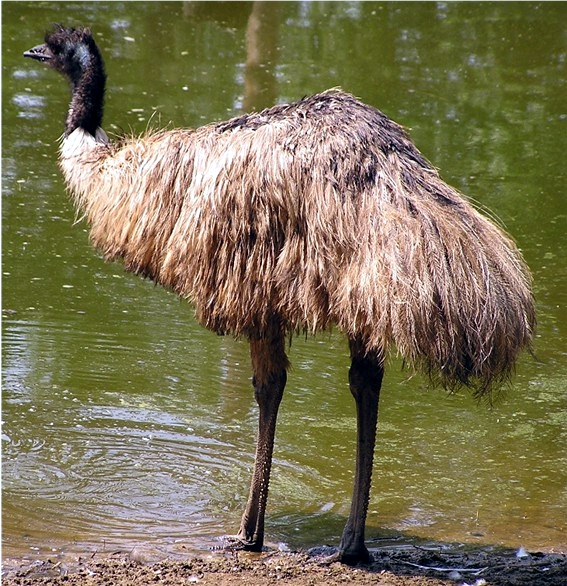
Emú (Dromaius novaehollandiae)

Mientras que las relaciones filogenéticas del resto de los paleognatos no han sido aún aclaradas, tanto los estudios moleculares como morfológicos coinciden en que los emúes forman un clado con los casuarios. Por otra parte, la posición de este grupo con respecto a los otros paelognatos varía según los estudios de datos moleculares (los cuales establecen al clado como el grupo hermano de los kiwis) y morfológicos.
Los emúes fueron clasificadas dentro de su propio grupo (Dromaiidae), siendo posteriormente incluidos, junto con los casuarios, dentro de Casuaridae. Ahora vuelve a clasificárselas en la familia Dromaiidae.